# George Gulack
George Gulack (12 mai 1905 à Riga, alors dans l'Empire russe - juillet 1987) est un gymnaste letton, devenu américain en 1922. Avant de quitter la Lettonie, il était aussi perchiste.

## Palmarès

### Jeux olympiques
- Los Angeles 1932
  -  médaille d'or aux anneaux.